# دانشمند (ترانه کلدپلی)
«دانشمند» (به انگلیسی: The Scientist) نام آهنگی از گروه کلدپلی در سبک آلترناتیو راک است. ترانه این آهنگ توسط همهٔ اعضای گروه نوشته‌شده و دومین آهنگ آلبوم فوران خون به مغز است.